# (34604) 2000 TW60
2000 TW60 (asteroide 34604) é um asteroide da cintura principal. Possui uma excentricidade de 0.06519320 e uma inclinação de 13.69453º.
Este asteroide foi descoberto no dia 2 de outubro de 2000 por LONEOS em Anderson Mesa.